# 5-デヒドロ-m-キシレン
5-デヒドロ-m-キシレン（5-dehydro-m-xylylene、略称: DMX）は、芳香族・有機トリラジカルであり、フントの最大多重度の規則に反する有機分子として最初に知られた例である。
その電子基底状態は四重項ではなく開殻二重項である。すなわち、3つの半占有分子軌道中の不対電子が、1つの電子がその他2つの電子と反対のスピン状態を持つ低スピン状態を形成する。フントの規則は、系が最大の多重度を持つために、基底状態では3つのラジカル電子全てが互いに同じスピン状態を有する（互いに逆向きにはならない）と予測する。
本化合物は、両方のスピン状態の不対電子が結合しているため、反強磁性を示す。同様の基底状態は、遷移金属原子を含む分子では観察されるが、有機分子では前例がない。
5-デヒドロ-m-キシレン陰イオン（DMX−）も広範に研究されている。この分子はフェニルアニオンとm-キシレンビラジカルから構成される三重項基底状態を有する。